# The Document Foundation
The Document Foundation — некоммерческая организация, занимающаяся разработкой и поддержкой программного обеспечения с открытым исходным кодом. Фонд организован участниками проекта OpenOffice.org для разработки и поддержки форка под названием LibreOffice. Основной целью фонда является разработка независимого офисного проекта с поддержкой открытого формата ODF и без какой-либо передачи авторских прав. Это является основным отличием от OpenOffice.org, где от разработчиков требовалась передача авторских прав Oracle.

## История
Учреждение фонда было анонсировано 28 сентября 2010 года.
Также фонд выпустил форк OpenOffice.org, основанный на версии 3.3. Название «LibreOffice» было принято как временное. Компании Oracle было предложено вступить в фонд и добровольно передать бренд OpenOffice.org. Компания на оба предложения ответила отказом, заявив при этом, что мешать проекту не будет. Вместе с тем Oracle попросила участников совета сообщества OpenOffice.org, являющихся членами The Document Foundation, покинуть совет во избежание конфликта интересов.
В конце октября 2010 года 33 разработчика покинули проект OpenOffice.org и перешли в The Document Foundation для работы над LibreOffice. Первоначально предполагалось, что они покинут проект в ноябре. Разработчики чувствовали, что Oracle перестала поддерживать проект и он закроется, как это случилось с OpenSolaris.
Поддержку фонду уже оказали компании Google, Novell, Red Hat, Canonical, OSI, FSF, The GNOME Foundation и ряд других организаций.
5 декабря 2010 года фонд выпустил первый релиз-кандидат нового офисного пакета.

## Принципы и цели
The Document Foundation заявляет следующие принципы новой организации:
- Независимое и самоуправляемое на принципах меритократии сообщество.
- Сохранение всех лучших особенностей сообщества OpenOffice.org и продолжение развития.
- Предоставление свободы без ограничений разработчикам, а также создание высококачественного офисного пакета для пользователей.
- Поощрение помощи коммерческих компаний, которые, например, спонсируют работу разработчиков.

The Document Foundation называет разрабатываемый ей офисный пакет следующей ступенью эволюции мирового лидера среди свободных офисных пакетов.
Фонд ставит перед собой цель — создать в полной мере свободный офисный пакет как для пользователей, так и для разработчиков, не принуждая их передавать авторские права какой-либо организации, в том числе самому фонду.